# Star Wars: Rebel Assault II: The Hidden Empire
Star Wars: Rebel Assault II: The Hidden Empire es una secuela del videojuego Star Wars: Rebel Assault, lanzada en noviembre de 1995. 
El modo de juego es los que se conoce como rail shooter, donde las naves se mueven sobre un camino preestablecido y el jugador tiene que encargarse de disparar a los enemigos, antes de que estos le disparen a él.
En esta entrega, el personaje principal Rookie One, debe luchar contra los Phantom TIE, un nuevo tipo de TIE Fighter que tiene la capacidad de ser invisible evadiendo todo tipo de escáner o radar siendo una peligrosa amenaza que podría destruir a la Alianza Rebelde.
Se utilizan varias de las naves vistas dentro de las películas de Star Wars e incluye una misión a pie. 
La banda sonora del juego fue compuesta por Peter McConnell.